# 博尔戈拉托-莫尔莫罗洛
博尔戈拉托-莫尔莫罗洛（義大利語：Borgoratto Mormorolo），是意大利帕维亚省的一个市镇。总面积16.03平方公里，人口433人，人口密度27.0人/平方公里（2009年）。国家统计（ISTAT）代码为018017。